# بوريس سكوسايريف
بوريس ميكايلوفيتش سكوسيريف-مافروسوف (بالكتالونية: Borís Mikhàilovitx Skóssirev-Mavrusov)‏، ولد في 12 يناير 1896 في فيلنيوس، ليتوانيا، وتوفي في 1989 في بوبارد بألمانيا. مغامر روسي ونييرلانديل نصّب نفسه ملكًا على أندورا سنة 1934 م.

## ملكًا على أندورا
بعد فراره من الإمبراطورية الروسية أثناء الثورة البلشفية عام 1917 سافر إلى عدة دول حيث عمل كجاسوس، انتقل سنة 1931 ليرتبط بنبيلة فرنسية تبلغ من العمر 10 سنوات هي ماري لويس بارات دو جاسييه ليتركها لأجل الارتباط بفتاة أخرى إنجليزية تدعى بولي هارد.
مرافقًا لفلورانس مرمون زوجة الملياردير الأمريكي هاوارد مرمون وبعثتها الإنجليزية وصل إلى أندورا في شهر يوليو 1934 وهذا بعد من نفيه من ميورقة فترة وجيزة قبل أحداث الشغب، البلد كان في فقر وعزلة تامين، ومدعومًا من عضو من مجلس العموم وعد سكوسيريف المحليين بتحويل منطقتهم إلى جنة فوق الأرض بجلب المستثمرين الأجانب.
في 6 يوليو 1934 نصّب نفسه ملكًا وحاكمًا على أندورا واتخذ لنفسه اسم بوريس الأول (بالكتالونية: Borís I)‏.